# Врело Комненске реке
44° 18′ 53″ С; 21° 35′ 42″ И / 44.314811° С; 21.595008° И
Врело Kомненске реке спада у групу пећинских врела, које се налази подно јужних обронака Хомољских планина у близини насеља Kрепољин.
Ово врело представља завршетка подземног тока реке која понире у оближњој пећини (Погана пећ). Има два пећинска отвора из којих избија вода. Доњи је на висини од 440 метара надморске висине и из њега вода избија током целе године. Горњи отвор је за десетак метара виши и огромних је димензија, а активан је при изузетно високим водама. Водостај врела варира и у зависности је од количине падавина и отапања снега у пролећном периоду. Приликом високог водостаја формира се водопад у народу познатији као „Мијуцића водопад”. 
Вода овог врела формира отоку Kомненске реке, која се улива у Kрепољинску реку. Има изузетно бистру и чисту воду која се може користити за пиће. Природно окружење врела је изузетно лепо и очарава сваког ко га посети. Саобраћајно је добро повезано са Kрепољином јер до њега води макадамски пут. Због своје лепоте, близине пећине и прелепог природног окружења овде је могуће развијати излетнички туризам.